# Баромотор
Баромотор (англ. baromotor) — разновидность прибора, дающего возможность использовать тяжесть человека как движущую силу. Главными частями этого прибора являются две педали, приводящие с помощью механической передачи в движение вал, расположенные одна выше другой таким образом, что обе ноги работника утомляются в одинаковой степени. Кроме педалей, устроен также рычаг, который дает возможность применить и мышечную силу рук работника. При хорошем нормальном ходе, при скорости вращения вала в 28—30 оборотов в минуту баромотор дает работу около 18 кГм. Работник при известном навыке может с помощью этого прибора развивать работу в 15 кГм при 30 оборотах вала в минуту на протяжении длительного промежутка времени.
Баромотор был изобретён и запатентован в 1877 году Гастином Бозериеном (англ. Gastin Bozerian).